# Die Kullerköpfe
Die Kullerköpfe waren das West-Berliner Puppentheater des Puppenspielers Michael Orth, zu den Gründungsmitgliedern zählte auch Andreas Rothe. Neben Ingrid Riefer, die als Puppenspielerin von Anfang an mitwirkte, gab es auch Gastauftritte bekannter Berliner Schauspieler wie Micaela Pfeiffer oder Peter Schiff.  
Die Kullerköpfe (auch bi-ba-bo Theater für Kinder) gehörten in den 1970er- und 1980er-Jahren zu den renommiertesten Puppentheatern in Deutschland und erlangte vor allem durch seine intensive Hörspielarbeit bundesweite Bekanntheit. Produzent der Produktionen war Kurt Vethake. 
Neben Die Kullerköpfe nannte sich die Bühne zeitweise auch Michael Orth und sein Theater für Kinder und bi-ba-bo. Die Arbeit des Theaters endete mit dem Tod Michael Orths um 1997.

## Hörspiele (Auswahl)
Die nachfolgenden Hörspiele sind sowohl auf MC als auch als LP erschienen, meist beim Plattenlabel Maritim:
- Reihe Kinder, seid ihr alle da?
  - Kasperle und das Mondkind
  - Kasperle und Plim-Plim
  - Kasperle und der Räuber Plumps
  - Der singende Löwe
  - Die Burg der fröhlichen Gespenster

- Hurra, Kasperle ist da!
- Hurra, Kasperle ist wieder da!
- Der Kullerkopfkasper: Ein Riese im Fernsehen
- Der Kasper Kullerkopf: Der Clown im Apfelbaum
- Eine Woche voller Samstage (nach Paul Maar)
- Eine Woche voller Samstage 2 (nach Maar)
- Der Teufel mit den drei goldenen Haaren (nach den Brüdern Grimm)
- Die Prinzessin und der Schweinehirt (nach Grimm)
- Brüderchen und Schwesterchen (nach Grimm)
- Räuber Rumzeis / Rumzippel, das Räuberkind (nach Václav Čtvrtek)
- Paulchen, Annabella und das Gespensterschloss
- Mit Sarah Kay durch das Jahr: Ein toller Sommer[2]
- Mit Sarah Kay durch das Jahr: Die Weihnachtsreise[3]

## Fernsehen
Die Kullerköpfe spielten 1966 für das Sandmännchen Kurzfilme aus der Serie Zirkus Peppinello nach Karl Heinz Gies ein. 
Im Jahr 1976 traten sie in dem Weihnachts-Fernsehspiel Kein Abend wie jeder andere, mit Heinz Rühmann und Peter Ustinov in den Hauptrollen auf.